# Taleža
Taleža (cyr. Талежа) – wieś w Bośni i Hercegowinie, w Republice Serbskiej, w mieście Trebinje. W 2013 roku liczyła 31 mieszkańców.